# Критерий Дейвса

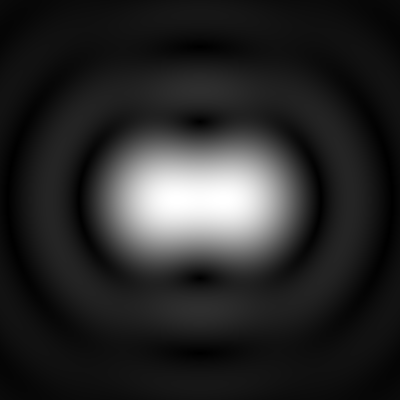
Разрешение объекта на две составляющие

Критерий Дейвса — формула определения максимальной угловой разрешающей способности (ограниченной дифракцией) микроскопов и телескопов. Назван в честь английского астронома Уильяма Руттера Дейвса. Критерий Дейвса часто используется для приблизительной оценки разрешающей способности телескопов, работающих в видимом излучении.
При исследовании систем тесных двойных звёзд через телескоп Дейвс эмпирически обнаружил связь между диаметром апертуры телескопа {\displaystyle d} в дюймах и углом {\displaystyle \alpha }, выраженном в угловых секундах, при котором можно определить двойной объект, слитый дифракцией в один
(при этом яркость обоих точечных объектов считается одинаковой, а провал яркости между ними достигает около 5%):
Для {\displaystyle d}  в дюймах:
{\displaystyle \alpha ={\frac {4{,}56}{d}}.}
Для {\displaystyle d}  в сантиметрах:
{\displaystyle \alpha ={\frac {11{,}6}{d}}.}
Например с помощью 2-дюймового (5 см) телескопа можно определить двойную звезду на угловом расстоянии в 2,3" угловых секунд. Для больших наземных телескопов формула не применяется ввиду добавления атмосферных оптических искажений, вызванных наличием преломления и турбулентности в земной атмосфере.
Критерий Дейвса для телескопа Хаббл (диаметр главного зеркала равен 240 см) приблизительно равен 50 угловым миллисекундам:
{\displaystyle \alpha ={\frac {11{,}6}{240}}=0{,}0483''.}
Самый мощный наземный телескоп на данный момент — Very Large Telescope (рус. Очень большой телескоп, сокр. VLT), работая в режиме  интерферометра, имеет разрешающую способность 1 угловую миллисекунду.